# 9 km (przystanek kolejowy w rejonie unieckim)
9 km (ros. 9 км) – przystanek kolejowy w pobliżu miejscowości Kazaszczina, w rejonie unieckim, w obwodzie briańskim, w Rosji.